# 峨眉雪胆
峨眉雪胆（学名：Hemsleya omeiensis）为葫芦科雪胆属下的一个种。該植物分佈於中華人民共和國四川省中部海拔1800-2000米的樹林邊缘及山谷灌丛中。

## 扩展阅读
- 維基物種上的相關：峨眉雪胆